# Crossandra arenicola
Crossandra arenicola är en akantusväxtart som beskrevs av K. Vollesen. Crossandra arenicola ingår i släktet Crossandra och familjen akantusväxter. Inga underarter finns listade i Catalogue of Life.